# Locomotiva Jung R 42 C
La R 42 C rappresentò un modello di locomotiva da manovra a tre assi di media potenza prodotto dalla Arnold Jung Lokomotivfabrik di Kirchen in 32 esemplari fra il 1955 e il 1962, progettati per la manovra presso i raccordi industriali e diffusi sia in Germania che in Italia.
Caratterizzati dalla trasmissione idraulica e dalla trasmissione a bielle, gli esemplari prodotti subirono diversi passaggi di proprietà e alcuni di essi, scampati alla demolizione, sono stati conservati anche a fini museali.

## Caratteristiche
Offerta sul mercato a partire dal 1955, la R 42 C apparteneva alla cosiddetta terza generazione di locomotive prodotte dal costruttore tedesco e adottava un motore MAN W8V 17,5/22A dalla potenza di 324 kW, aumentata rispetto ai precedenti modelli Jung in conseguenza dell'adozione di un gruppo motoventilatore potenziato. Anche le ruote presentavano un diametro maggiore, riducendo conseguentemente l'interasse rispetto alla R 40 C.
Concepite per servizi di manovra e trazione in linea di treni leggeri, le locomotive di questo gruppo adottavano la trasmissione idrodinamica con cambio automatico Voith. La trasmissione del moto avveniva tramite asse cieco e trasmissione a bielle sui tre assi. La sospensione era attuata tramite molle a balestra.
Gli ultimi veicoli risultavano presenti al magazzino di produzione fino al 1964. Tre ulteriori veicoli erano stati offerti all'esercito tedesco ma non consegnati: non è chiaro se siano stati realmente costruiti.
In Germania le Jung R 42 C vennero classificate nel gruppo 3942.

## Esemplari prodotti

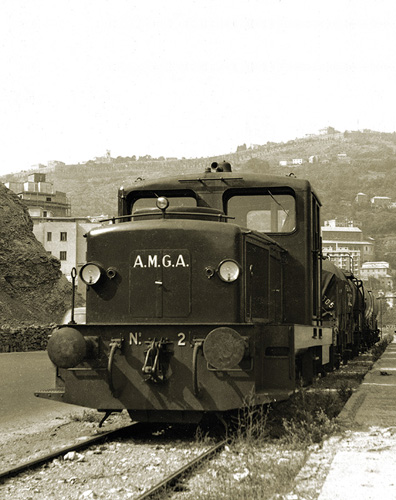
Locomotore Jung R 42 C AMGA

Diffuse prevalentemente su raccordi industriali e ferrovie secondarie, le R 42 C furono oggetto di ordini affatto diversificati.
- Il principale acquirente furono le forze armate tedesche, che acquistarono sette esemplari i quali rappresentarono di fatto la prima commessa di serie per le forze armate[5].
- La flotta più numerosa era costituita da quella della Kleinbahn Weidenau-Deuz, grazie alla fusione effettuata nel 1970 fra Freien Grunder Eisenbahn (FGE), che possedeva un esemplare immatricolato come "4", e la Siegener Kreisbahn GmbH (SK) di Siegen, che aveva acquistato quattro esemplari rispettivamente nel 1961 (unità "17") e 1962 (unità "18-20").
- Quattro esemplari furono ordinati da imprese di Genova tramite l'importatore Ernesto Maganzini[4]: uno a cura dell'AMGA, l'azienda comunale che operava il raccordo industriale della Valbisagno, tre dall'impresa Lagorara (esemplari "IL 1-3"), che svolgeva manovre all'interno del porto di Genova. Queste ultime vennero successivamente incorporate nel gruppo FS 245 8001-8003 e utilizzate dal Consorzio Autonomo del Porto.
- La Kleinbahn Weidenau-Deuz GmbH (KWD) di Siegen acquistò quattro esemplari, rispettivamente nel 1959 (unità immatricolata "12"), 1960 (unità "11"), 1961 (unità "13") e 1962 (unità "14").
- L'impresa Hoechst AG acquistò due esemplari, numerati "5" e "6", rispettivamente nel 1956 e 1961; il secondo di essi risulta conservato in Italia presso l'Associazione Verbano Express (AVE)[6]. Analogamente fecero l'impresa di elettricità Rheinisch-Westfälische Elektrizitätswerke AG (RWE) di Essen nel 1958 (esemplare "D4", poi rinumerato "D6") e 1961 (esemplare "3", poi rinumerato "1") e l'autorità portuale di Krefeld, che operava la Städtische Eisenbahn Krefeld (StEK) con le unità "D VI" (1962) e "I" (1964)
- Infine, commesse relative a singoli esemplari furono fornite nel 1955 alla Osthavelländische Eisenbahn AG (OHE) di Berlino-Spandau, alla Neukölln-Mittenwalder Eisenbahn (NME) di Berlino-Tempelhof (unità "ML 00604") e la Krefelder Eisenbahn-Gesellschaft AG (KEG) di Krefeld (unità "6").

### Prospetto di sintesi
| Costruzione | Anno | Acquirente | Prima classificazione | Successivi proprietari |
| ----------- | ---- | ---------- | --------------------- | --- |
| 12090       | 1955 | OHE        | DL3                   | Stahlwerke Südwestfalen AG ("4"); Krupp-Brüninghaus GmbH ("4"); Westfälische Lokomotiv-Fabrik Hattingen Karl Reuschling GmbH & Co.                                                                                         |
| 12351       | 1956 | Hoechst    | 5                     | Westfälische Lokomotiv-Fabrik Hattingen Karl Reuschling GmbH & Co. ("41"); Feldmühle AG ("2"); Stora Enso Baienfurt GmbH ("2"); LSB Lok Service Burkhardt AG ("Em 837 903-4")                                              |
| 12352       | 1956 | AMGA       | 2                     | Attilio Rossi / GeFer Spa ("T 8015" ); IPE Locomotori Spa |
| 12353       | 1956 | Bundeswehr |                       | Ferrovia Hemlock Langquaid ("V2") |
| 12841       | 1956 | Lagorara   | IL 1                  | FS - Ferrovie dello Stato ("245.8001"); Consorzio Autonomo del Porto di Genova, ("3402-1056") |
| 12842       | 1958 | RWE        | D 6, poi D 4          | Conservata presso il Rheinisches Industriebahn-Museum ("RWE D 4") |
| 12843       | 1956 | Bundeswehr |                       | |
| 12844       | 1958 | Bundeswehr |                       | |
| 12845       | 1956 | Bundeswehr |                       | VEBEG GmbH, Jung Jungenthal GmbH; Städtische Industriebahn Zülpich ("DL2"); PACTON Eisenbahnservice + Spezialtransporte Kay Winkler, Radevormwald; NEWAG GmbH; YTL - Yeoh Tiong Lay SDN BHD Corp., Yeoh (malesia) "RLO 02" |
| 13114       | 1959 | Bundeswehr |                       | Soprannominata "Daisy" |
| 13115       | 1959 | Bundeswehr |                       | |
| 13116       | 1959 | Bundeswehr |                       | |
| 13117       | 1959 | KWD        | 12                    | Gontermann-Peipers GmbH. Conservata come monumento a Kirchen |
| 13118       | 1959 | FGE        | 4                     | SK - Siegener Kreisbahn GmbH, ("4"); Gontermann-Peipers GmbH. Conservata come monumento a Buseck |
| 13119       | 1960 | KWD        | 11                    | EFB - Eisenbahnfreunde Betzdorf e. V., ("11" - NVR: 98 80 3942 018-3 D-EFBS) |
| 13286       | 1961 | SK         | 17                    | BLE - Butzbach-Licher Eisenbahn AG ("17"); EBN - Eisenbahnbedarf Bad Nauheim Mathias Bootz (NVR: 98 80 3942 019-1 D-EBN)                                                                                                   |
| 13287       | 1961 | RWE        | 3, poi 1              | KEG - Karsdorfer Eisenbahngesellschaft mbH ("0403"); ARCO Transportation GmbH, ("5040.03-5) |
| 13288       | 1962 | SK         | 18                    | MF - Mainische Feldbahnen ( "018"); KEG - Karsdorfer Eisenbahngesellschaft mbH ("018" , poi "0401"); ARCO Transportation GmbH ("5040.01-9")                                                                                |
| 13289       | 1962 | SK         | 19                    | MaK - Maschinenbau Kiel GmbH; RWT - Rhein Waal Terminal GmbH ("6"); WLS - Waggon- und Lokreparatur Service GmbH; NEWAG GmbH & Co.                                                                                          |
| 13290       | 1961 | Hoechst    | 6                     | LSB Lok Service Burkhardt AG ("Em 837 904-2"). Conservata presso l'Associazione Verbano Express |
| 13406       | 1961 | KWD        | 13                    | BLE - Butzbach-Licher Eisenbahn AG ("13"); EBN - Eisenbahnbedarf Bad Nauheim Mathias Bootz (NVR: 98 80 3942 024-1 D-EBN)                                                                                                   |
| 13423       | 1962 | SK         | 20                    | MF - Mainische Feldbahnen ("020"), KEG - Karsdorfer Eisenbahngesellschaft mbH ("020", poi "0402"); ARCO Transportation GmbH, ("5040.02-7"), in seguito esportata nei Paesi Bassi                                           |
| 13424       | 1962 | StEK       | D VI                  | IPE Locomotori S.p.A.; Fin Edil Triveneta ("T 136"); MCF Masfer ("T 136") |
| 13425       | 1962 | KWD        | 14                    | |
| 13426       | 1962 | Lagorara   | 3                     | FS - Ferrovie dello Stato ("245.8003"); ONT - Organizzazione Nazionale Trasporti |
| 13427       | 1962 | Lagorara   | 2                     | FS - Ferrovie dello Stato ("245.8002"); CAP - Consorzio Autonomo del Porto di Genova ("3402-1057"); SerFer - Servizi Ferroviari Srl ("3402-1057", poi "K 134")                                                             |
| 13428       | 1962 | NME        | ML 00604              | |
| 13429       | 1962 | KEG        | 6                     | CAP - Consorzio Autonomo del Porto di Genova ("3402-1055"); SerFer - Servizi Ferroviari Srl ("3402-1055", poi "K 020") |
| 13430       | 1962 | StEK       | D I                   | (Poi "D VI" come Hafen Krefeld GmbH & Co.) |